# Moonmadness
Moonmadness — четвёртый студийный альбом британской прог-рок-группы Camel, вышедший в 1976 году, последний диск выпущенный в первоначальном составе.
Альбом занимает 17 место в списке Топ-25 лучших альбомов прогрессивного рока по версии Progarchives.com.

## Об альбоме
С одной стороны, музыканты стремились все более усложнять мелодию, с другой — сделать альбом более доступным добавлением вокала (предыдущий альбом, The Snow Goose, был полностью инструментальным). Альбом приобрел более широкое признание в США. Продюсер Ретт Дэвис создал на альбоме исключительно открытое и интимное звучание.
Camel постепенно уходит в сторону джаза. Изменение в звучание группы приносит саксофонист Мел Коллинз, пришедший в группу в 1976 году. Вскоре после этого Энди Уорд, барабанщик, начинает экспериментировать с ритмами, делая их гораздо более сложными, чем раньше. Это не нравится басисту Дугу Фергюсону, который в начале 1977 года уходит из группы навсегда.
Альбом занял 15 место в чартах Великобритании, что является для группы непревзойденным рекордом.

## Список композиций
1. «Aristillus» — 1:56 (Эндрю Латимер)
2. «Song Within a Song» — 7:15 (Латимер, Питер Барденс)
3. «Chord Change» — 6:45 (Латимер, Барденс)
4. «Spirit of the Water» — 2:07 (Латимер, Барденс)
5. «Another Night» — 6:58 (Латимер, Барденс, Энди Уорд, Дуг Фергюсон)
6. «Air Born» — 5:02 (Латимер, Барденс)
7. «Lunar Sea» — 9:11 (Латимер, Барденс)

### Бонус-треки на ремастированном диске 2002 года
1. «Another Night» (Single Version) — 3:22
2. «Spirit of the Water» (Demo) — 2:13
3. «Song Within a Song» (Live at Hammersmith Odeon) — 7:11
4. «Lunar Sea» (Live at Hammersmith Odeon) — 9:51
5. «Preparation / Dunkirk» (Live at Hammersmith Odeon 14 April 1976) — 9:32

## Некоторые релизы
- 1976, UK, Deram Records TXS-R 115, Release Date March 1974, LP
- 2002, UK, London 8829292, Release Date 3 июня 2002, CD (ремастированное издание)

## Участники записи
- Эндрю Латимер (англ. Andrew Latimer) — гитара, флейта, вокал (песни «Song Within a Song», «Another Night», «Air Born»)
- Питер Барденс (англ. Peter Bardens) — клавишные, вокал (песня «Spirit of the Water»)
- Дуг Фергюсон (англ. Doug Ferguson) — бас-гитара, лидирующий вокал (песня «Song Within a Song»)
- Энди Уорд (англ. Andy Ward) — ударные, перкуссия